# Narciarstwo dowolne na Zimowych Igrzyskach Olimpijskich 1998
Zawody w narciarstwie dowolnym na Zimowych Igrzyskach Olimpijskich 1998 odbywały się w dniach 8-18 lutego 1998 roku. Rywalizacja została rozegrana w ośrodku narciarskim Iizuna Kōgen. Zawodnicy i zawodniczki startowali w dwóch konkurencjach: jeździe po muldach i skokach akrobatycznych.

## Terminarz
| Data           | Godzina   | Miejscowość  | Konkurencja                 | Złoto         | Srebro              | Brąz                 |
| -------------- | --------- | ------------ | --------------------------- | ------------- | ------------------- | -------------------- |
| 11 lutego 1998 | 12:00 JST | Iizuna Kōgen | Jazda po muldach kobiet     | Tae Satoya    | Tatjana Mittermayer | Kari Traa            |
| 11 lutego 1998 | 12:00 JST | Iizuna Kōgen | Jazda po muldach mężczyzn   | Jonny Moseley | Janne Lahtela       | Sami Mustonen        |
| 18 lutego 1998 | 10:15 JST | Iizuna Kōgen | Skoki akrobatyczne kobiet   | Nikki Stone   | Xu Nannan           | Colette Brand        |
| 18 lutego 1998 | 10:15 JST | Iizuna Kōgen | Skoki akrobatyczne mężczyzn | Eric Bergoust | Sébastien Foucras   | Dzmitryj Daszczynski |

## Wyniki

### Mężczyźni

#### Jazda po muldach
| Miejsce | Zawodnik          | Reprezentacja     | Wynik |
| ------- | ----------------- | ----------------- | ----- |
| 01 !    | Jonny Moseley     | Stany Zjednoczone | 26,93 |
| 02 !    | Janne Lahtela     | Finlandia         | 26,00 |
| 03 !    | Sami Mustonen     | Finlandia         | 25,76 |
| 4.      | Jean-Luc Brassard | Kanada            | 25,52 |
| 5.      | Lauri Lassila     | Finlandia         | 25,43 |
| 6.      | Jesper Rönnbäck   | Szwecja           | 25,32 |
| 7.      | Ryan Johnson      | Kanada            | 25,25 |
| 8.      | Stéphane Rochon   | Kanada            | 25,01 |
| 9.      | Kurre Lansburgh   | Szwecja           | 24,71 |
| 10.     | Alexander Wilson  | Stany Zjednoczone | 24,68 |

#### Skoki akrobatyczne
| Miejsce | Zawodnik             | Reprezentacja     | Wynik  |
| ------- | -------------------- | ----------------- | ------ |
| 01 !    | Eric Bergoust        | Stany Zjednoczone | 255,64 |
| 02 !    | Sébastien Foucras    | Francja           | 248,79 |
| 03 !    | Dzmitryj Daszczynski | Białoruś          | 240,79 |
| 4.      | Aleš Valenta         | Czechy            | 232,25 |
| 5.      | Britt Swartley       | Stany Zjednoczone | 231,61 |
| 6.      | Aleksandr Michajłow  | Rosja             | 229,98 |
| 7.      | Christian Rijavec    | Austria           | 227,60 |
| 8.      | Alaksiej Hryszyn     | Białoruś          | 220,99 |
| 9.      | Stanisław Krawczuk   | Ukraina           | 219,94 |
| 10.     | Nicolas Fontaine     | Kanada            | 216,93 |

### Kobiety

#### Jazda po muldach
| Miejsce | Zawodniczka         | Reprezentacja     | Wynik |
| ------- | ------------------- | ----------------- | ----- |
| 01 !    | Tae Satoya          | Japonia           | 25,06 |
| 02 !    | Tatjana Mittermayer | Niemcy            | 24,62 |
| 03 !    | Kari Traa           | Norwegia          | 24,09 |
| 4.      | Donna Weinbrecht    | Stany Zjednoczone | 24,02 |
| 5.      | Anne-Marie Pelchat  | Kanada            | 23,94 |
| 6.      | Minna Karhu         | Finlandia         | 23,82 |
| 7.      | Aiko Uemura         | Japonia           | 23,79 |
| 8.      | Elizabeth McIntyre  | Stany Zjednoczone | 23,72 |
| 9.      | Sandra Schmitt      | Niemcy            | 23,67 |
| 10.     | Ann Battelle        | Stany Zjednoczone | 23,65 |

#### Skoki akrobatyczne
| Miejsce | Zawodniczka        | Reprezentacja     | Wynik  |
| ------- | ------------------ | ----------------- | ------ |
| 01 !    | Nikki Stone        | Stany Zjednoczone | 193,00 |
| 02 !    | Xu Nannan          | Chiny             | 186,97 |
| 03 !    | Colette Brand      | Szwajcaria        | 171,83 |
| 4.      | Tetiana Kozaczenko | Ukraina           | 167,31 |
| 5.      | Ałła Cuper         | Ukraina           | 166,12 |
| 6.      | Hilde Synnøve Lid  | Norwegia          | 160,18 |
| 7.      | Guo Dandan         | Chiny             | 159,74 |
| 8.      | Julija Klukowa     | Ukraina           | 153,15 |
| 9.      | Veronica Brenner   | Kanada            | 151,15 |
| 10.     | Ołena Junczyk      | Ukraina           | 139,05 |

## Klasyfikacja medalowa
| Miejsce | Państwo           |   |   |   | Razem |
| ------- | ----------------- | - | - | - | ----- |
| 1.      | Stany Zjednoczone | 3 | 0 | 0 | 3     |
| 2.      | Japonia           | 1 | 0 | 0 | 1     |
| 3.      | Finlandia         | 0 | 1 | 1 | 2     |
| 4.      | Chiny             | 0 | 1 | 0 | 1     |
| 4.      | Francja           | 0 | 1 | 0 | 1     |
| 4.      | Niemcy            | 0 | 1 | 0 | 1     |
| 7       | Białoruś          | 0 | 0 | 1 | 1     |
| 7       | Norwegia          | 0 | 0 | 1 | 1     |
| 7       | Szwajcaria        | 0 | 0 | 1 | 1     |